# Bahnhof Mannheim OEG
Der Bahnhof Mannheim OEG – auch Weinheimer Bahnhof – war der Bahnhof der Oberrheinischen Eisenbahn-Gesellschaft (OEG) in der Mannheimer Neckarstadt an der Nordseite der heutigen Kurpfalzbrücke. Er wurde 1973 abgerissen.

## Name
Der OEG-Bahnhof in der Neckarstadt war der traditionelle Mannheimer Endbahnhof der Züge der OEG aus Richtung Weinheim. Daher trug er den Beinamen „Weinheimer Bahnhof“ bzw. „Weinheimer OEG-Bahnhof“. Der auf der anderen Neckarseite gelegene und heute noch existente Bahnhof Mannheim Kurpfalzbrücke der OEG für die Züge aus Richtung Heidelberg wurde entsprechend „Heidelberger Bahnhof“ genannt.

## Geschichte
Errichtet wurde der Kopfbahnhof 1887 vom Eisenbahnkonsortium des Berliner Unternehmers Herrmann Bachstein als Ausgangspunkt für die schmalspurige Nebenbahn Mannheim−Käfertal−Viernheim−Weinheim an der Kreuzung der Brückenstraße mit der Käfertaler Straße nördlich der damaligen Kettenbrücke. Die Nebenbahn ging 1897 in die Süddeutsche Eisenbahn-Gesellschaft (SEG) über und wurde 1911 zur Oberrheinischen Eisenbahn-Gesellschaft (OEG). In unmittelbarer Nähe des Bahnhofs befanden sich auch die OEG-Verwaltung, der Bahnhof Neckarstadt der Riedbahn (sog. „Riedbahnhof“), der Bahnhof der Dampfbahn nach Feudenheim, eine Haltestelle der Pferdebahn/Straßenbahn, der Messplatz sowie ab 1912 die Hauptfeuerwache. Für einige Jahre führte auch ein Ladegleis hinunter zum Neckarufer.
Nach der Erweiterung der Mannheim–Weinheimer Eisenbahn um die Verbindung Weinheim–Schriesheim–Heidelberg, wurde 1891 auf dem gegenüberliegenden Neckarufer am Friedrichsring der Bahnhof für die Strecke Mannheim–Seckenheim–Edingen–Heidelberg eröffnet. 1892 wurde auf der im Jahr zuvor neu erbauten Friedrichsbrücke eine Gleisverbindung der beiden Bahnhöfe eröffnet und das Streckendreieck somit geschlossen. Diese Verbindung wurde jedoch nur für den internen Betrieb sowie für den Güterverkehr genutzt.
Mit der Verlegung der Bahngleise zwischen Mannheim und Käfertal von der Käfertaler Straße in die heutige Friedrich-Ebert-Straße wurde dieser Streckenabschnitt für die Mannheimer Straßenbahn elektrifiziert und im Gemeinschaftsbetrieb befahren. Die Straßenbahn fuhr zunächst direkt neben dem Weinheimer Bahnhof auf separaten Straßenbahngleisen zur Friedrichsbrücke, bis die Straßenbahn auf das heutige Theodor-Kutzer-Ufer verlegt wurde.
Als erste OEG-Strecke wurde 1915 die Strecke Mannheim–Weinheim elektrifiziert und somit auch der Weinheimer Bahnhof.
Ab 1971 fuhren die Züge bis zum Hauptbahnhof durch, der Kopfbahnhof wurde dadurch überflüssig und aufgegeben. Die Züge wendeten in der Umsetzanlage in der Schloßgartenstraße, seit September 1995 sind die beiden bisher in Mannheim endenden Streckenteile aus Weinheim und Heidelberg miteinander verbunden und verkehren in einem Rundkurs.

## Bahnsteiggleise
Gleis 1 diente den Zügen aus Heidelberg.
Gleis 2 diente den Zügen aus Weinheim.
Gleis 3 diente den Zügen der Linie 25, die hier teilweise auch endeten.
Gleis 4 diente den Zügen der Linie 10, die hier teilweise auch endeten.
Gleis 5 diente den Zügen der Linien 1 und 2, die hier teilweise auch endeten.
Gleis 6 war ein bahnsteigloses Gleis. Hier wurden zuletzt GT6 abgestellt.
Gleis 7 war ein bahnsteigloses Gleis. Hier wurden zuletzt T4 abgestellt.
Gleis 8 war ein bahnsteigloses Gleis. Hier wurden zuletzt B4 abgestellt.
Gleis 9 war ein bahnsteigloses Gleis. Hier wurde zuletzt die Lok V01 abgestellt.
Gleis 10 besaß einen aufgeschütteten Bahnsteig und wurde als Ersatzhaltestelle genutzt.

## Bussteige
Steig A diente den Bussen in Richtung Vogelstang/Feudenheim/Wallstadt.
Steig B diente den Bussen aus Richtung Vogelstang/Feudenheim/Wallstadt.
Steig C befand sich auf dem Betriebshof und diente als Ersatzhaltestelle.

## Empfangsgebäude
Das erste Empfangsgebäude wurde 1939/40 durch einen Neubau ersetzt. Dieser Klinkerbau war kopf- und straßenseitig mit Arkaden geschmückten, mit einem Walmdach gedeckt, auf dem als Dachreiter ein Uhrturm stand. Das im Zweiten Weltkrieg stark beschädigte Gebäude wurde nahezu unverändert wiederaufgebaut. Nach der Betriebsumstellung 1971 war auch das Empfangsgebäude überflüssig. Es wurde 1973 zu Gunsten der nördlichen Bebauung des Neckarufers abgerissen.
Auf der Stelle der OEG-Gleise am Bahnhof wurde am 30. Juni 2006 die neue Straßenbahnstrecke durch die Schafweide eingeweiht, die von der Stadtbahnlinie 4 (Bad Dürkheim – Ludwigshafen – Mannheim-Gartenstadt) befahren wird.